# Morze
Morze (polnisch für Meer) ist ein 1933 entstandener  dokumentarischer Kurzfilm der drei jungen polnischen Regisseure Wanda Jakubowska, Stanislaw Wohl und Jerzy Zarzycki.

## Inhalt
Der Film zeigt diverse verschiedene Meeresbewohner in ihrem natürlichen Lebensraum. Unter den gefilmten Tieren befinden sich Meeresschnecken, Krabben, Seesterne und eine Seeanemone, die gerade einen Aal frisst. Zu sehen bekommen wir auch einen Seeigel, einen Einsiedlerkrebs, einen Oktopus, der auf der Flucht vor einer Krabbe ist, Seegurken sowie Algen.
Der Film zeigt neben Aufnahmen der stürmischen See auch beeindruckende Sonnenauf- und Sonnenuntergänge am Meer.

## Hintergrund
Der Film war der zweite Kurzfilm von Wanda Jakubowska, einer ehemaligen Studentin der Kunstgeschichte an der Universität Warschau, die bis ins hohe Alter als Regisseurin, aber auch als Drehbuchautorin, Kamerafrau, Filmeditorin sowie Regieassistentin tätig war. Sie wurde auch als „Mutter des polnischen Kinos“ bezeichnet. 1948 wurde sie beim Internationalen Filmfestival Karlovy Vary als erste Regisseurin mit dem Kristallglobus ausgezeichnet.
Ko-Regisseur Stanisław Wohl erzählte später über den Film, dass die Hauptidee darin bestanden habe, eine Parallele zwischen einer heftig auf das Ufer treffenden Meereswelle und vor allem wilden Tieren zu schaffen. So wie ein Tiger seine Beute angreife, leider habe das aber nicht geklappt. Für Wohl, der später ebenfalls als Kameramann, Drehbuchautor und Produzent arbeitete und 1937 eine Ehrenerwähnung bei den Internationalen Filmfestspielen von Venedig bekam, war es dagegen die erste Regiearbeit. Der dritte Regisseur Jerzy Zarzycki hatte bereits mehrere Filme und Kurzfilme gedreht, arbeitete später gleichfalls als Kameramann und Drehbuchautor und erhielt 1951 eine Sondererwähnung beim Internationalen Filmfestival Karlovy Vary.
Der Erzähler in der englischen Version, Gayne Whitman, war ein Schauspieler, der zwischen 1904 und 1957 in weit über 200 Filmen mitspielte, und während der Stummfilmzeit auch unter zahlreichen Pseudonymen auftrat. Durch seine markante Stimme war er nicht nur ein bekannter Moderator von Radiohörspielen, sondern auch von Anfang der 1930er bis Ende der 1940er Jahre ein gefragter Erzähler in zahlreichen dokumentarischen Kurzfilmen.

## Auszeichnung
In seiner englischsprachigen Version The Sea mit Gayne Whitman als Erzähler war der Film, der am 7. Mai 1933 in den USA erschien, bei der Oscarverleihung 1934 in der Kategorie „Oscar für den besten Kurzfilm (Novelty)“ nominiert. Der Film unterlag aber dem von Joe Rock inszenierten Kurzfilm Krakatoa.